# 擬長頦歐白魚
擬長頦歐白魚（学名：Alburnus mentoides）為輻鰭魚綱鯉形目雅羅魚科歐白魚屬的其中一種，被IUCN列為瀕為保育類動物，分布於歐洲烏克蘭克里米亞半島沿岸淡水、半鹹水流域，體長可達13公分，棲息在溪流和河口靠近表面的地方，屬肉食性，以水生和陸生昆蟲和浮游動物為食，繁殖期時會洄游至河川上游遷移產卵，並在礫石底部有強勁水流的淺灘中產卵，因污染、灌溉用水取水而受到威脅。

## 扩展阅读
維基物種上的相關：擬長頦歐白魚